# Jorge Alberto Bolaños
Jorge Alberto Bolaños (19 de marzo de 1968) es un actor mexicano de teatro y televisión.

## Primeros años
Estudió la licenciatura en Arte Dramático en la Escuela Nacional de Arte Teatral (ENAT). Terminó la Carrera de Actuación en el Centro de Educación Artística (CEA) de Televisa. Ha participado en más de 20 telenovelas y series de televisión, entre las que están: Cuando me enamoro, Rafaela, En nombre del amor. También participó en series como La Rosa de Guadalupe, Mujer, casos de la vida real, y Como dice el dicho.

## Filmografía

### Telenovelas
- Vencer el desamor (2020) .... Silvestre Salmerón[2]
- Pasión y poder (2015) .... Santos
- La gata (2014) .... Omar
- Corazón indomable (2013) .... Insunsa
- Cuando me enamoro (2010-2011) ... Lic. Ramiro Soto
- Camaleones (2009-2010) ... Vicente Villoro
- En nombre del amor (2008-2009) ... Samuel Mondragón
- Las tontas no van al cielo (2008)
- Juro que te amo (2008)
- Tormenta en el paraíso (2007-2008)
- Código postal (2006-2007)
- La verdad oculta (2006) ... Lic. Mateos
- Heridas de amor (2006) ... Ambrosio Toríz
- Rebelde (2004-2006)
- Sueños y caramelos (2005)
- Misión SOS (2004) ... Julio Robledo
- Amy la niña de la mochila azul (2004)
- Bajo la misma piel (2003)
- La Usurpadora (1998)
- Alguna vez tendremos alas (1997)
- Alondra (1995) ... Miguel
- Parientes pobres del amor (1993)
- La última esperanza (1993)
- Pícara soñadora (1991)
- Cenizas y diamantes (1991) - Benjamín

### Series de TV
- Como dice el dicho

- No hay fecha que no se cumpla (2013) ... Alfonso 
 - Entre abogados te veas (2013) ... López 
 - Donde hay migas... (2012) ... José Luis 
 - Un clavo saca otro clavo (2012) ... Bernardo
- La rosa de Guadalupe

-Sin límite de velocidad (2008) ... Ramiro 
 -Un Último Beso (2009) ... Héctor 
 -Un Dulce Olor A Rosas (2011) ... Demetrio 
 -Policías Y Ladrones (2012) ... Beltran 
 -La Vida Continúa (2013) ... Gerardo  
 -Un Llanto En El Teléfono (2014) ... Antonio 
 -Contrato De Amor (2015) ... Ernesto 
 -Las Dos Lunas (2015) ... Hector 
 -Solo Con La Verdad (2017) ... Gilberto  
 -Comprensión En El Mundo (2017) ... Rubén
- Mujeres asesinas (2008)

-Martha, asfixiante (2008) ... Leandro
- Mujer casos de la vida real

-Nido robado (2004)
 -El retiro (2003)